# Hasselblad

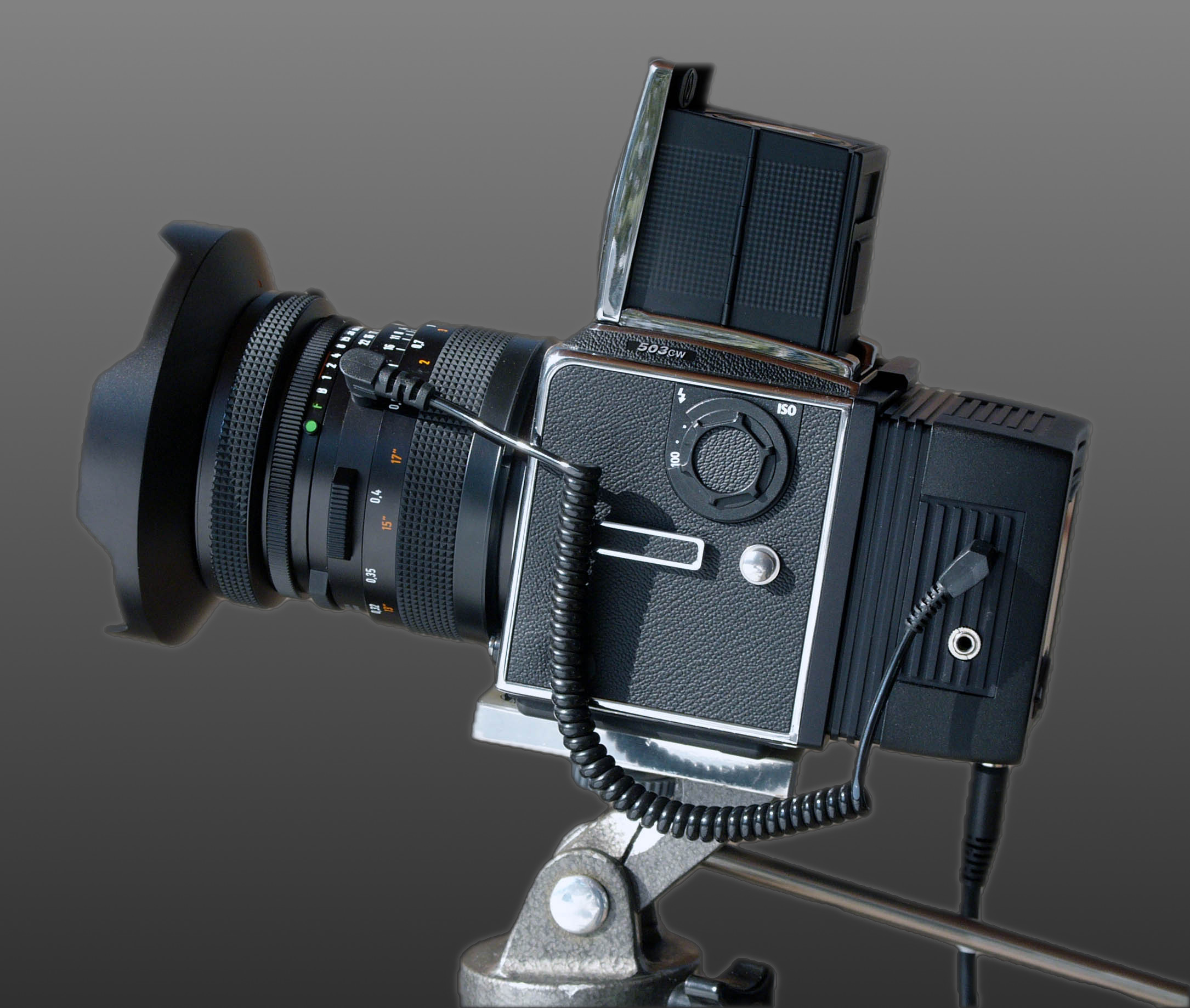
Fotoaparát Hasselblad 503 CW

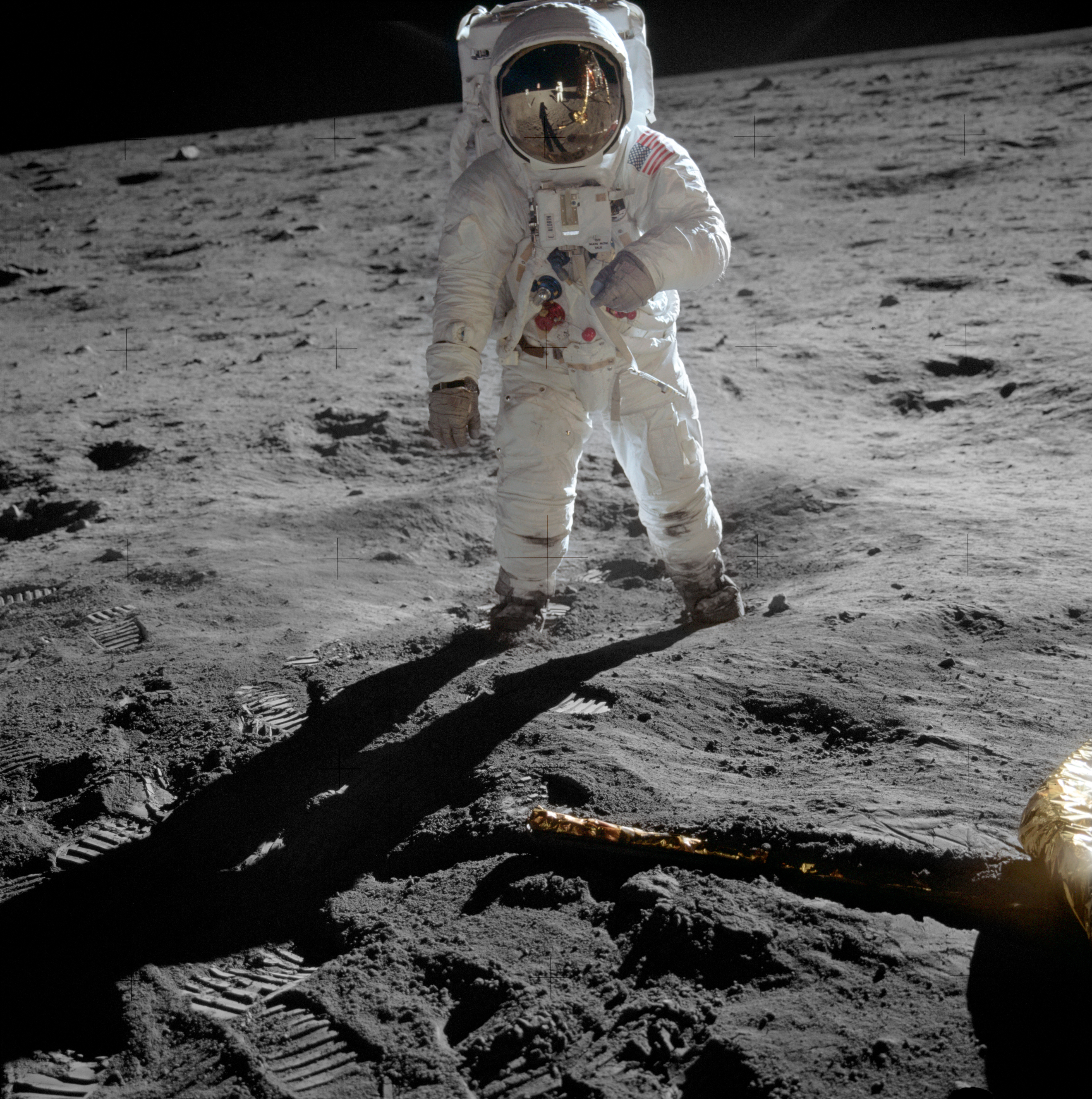
Buzz Aldrin na fotografii pořízené při prvním přistání člověka na Měsíci (20. července 1969)

Hasselblad je švédský výrobce kvalitních profesionálních středoformátových fotoaparátů.

## Historie
Firma Hasselblad byla založena v roce 1841 pod názvem F.W. Hasselblad & Co ve městě Göteborg. Jednalo se tehdy o obchodní společnost zaměřenou na import různých komodit jako šicí potřeby, mašinérie nebo domácí zařízení. Zakladatelem byl Fritz Viktor Hasselblad, jehož syn, Arvid Viktor, který po něm firmu převzal, se v roce 1885 setkal s vynálezcem Georgem Eastmanem a poprvé propojil svět fotografie s firmou Hasselblad. Eastman byl zakladatelem firmy Eastman Dry Plate & Film Company, ze které následně vznikla firma Eastman Kodak a dále jenom Kodak, jako ho známe i dnes.
Arvid Viktor s Eastmanem zapečetili smlouvu potřesením rukou a F.W. Hasselblad & Co se stal výhradním distributorem Eastmanových fotografických produktů ve Švédsku. Až v roce 1908 se firma F.W. Hasselblad & Co separovala od fotografie a vytvořila novou společnost specializovanou na fotografické produkty – Hasselblad Fotografiska AB. Management této firmy převzal Karl Erik Hasselblad (syn Arvida Viktora). Velký skok v rozvoji fotografických přístrojů pro Hasselblad však nastal až s jeho synem, Victorem. Ten byl v 18 letech (1924) vyslán ke studiu optiky ve Drážďanech a následně se vydal získávat zkušenosti v oboru po celém světě.
Díky dlouhodobým vztahům mezi jeho rodinou a Eastmanem se Victorovi podařilo stát se v roce 1926 jeho chráněncem v Rochesteru, kde jeho firma sídlila.
Victor pokračoval ve svojí lásce k fotografii a průběžně svoje vědomosti rozšiřoval, v roce 1937 si otevřel svůj vlastní obchod i s filmovou laboratoří, Victor Photo.
V roce 1940 se pro Victora naskytla příležitost, když se švédská armáda potřebovala vybavit leteckými fotoaparáty. Díky jménu jeho rodiny ale i jeho vlastní aktivitě v prostředí fotografické technologie byl pověřen úkolem sestavit takové fotoaparáty na zakázku. Jako inspirace působil německý model, který byl nalezen na území Švédska. Victor se zasadil o to, že neudělá fotoaparát stejný, ale lepší. Vznikla tak kamera ROSS HK-7. Nebyl to sice model určený pro veřejnost, ale sloužil jako katalyzátor pro Victorovu cestu k výrobě spotřebitelských fotoaparátů.

## Fotoaparáty

### ROSS HK-7
Model ROSS HK-7 byl dokonalou ukázkou kvalitní práce, kterou Hasselblad dílna prováděla. Závěrka za optikou eliminovala zkreslení obrazu při vyšších rychlostech letadel. Samotná optika byla vyměnitelná, obdobně jako zadní část fotoaparátu. Mezi lety 1941 a 1943 bylo vyrobeno celkem 240 kusů s 135mm objektivem. Rychlost závěrky se pohybovala mezi 1/150 a 1/400 sekund. Fotoaparát využíval 80mm film, ze kterého uživatel získal obraz v rozměrech 7x9cm.
Firma Hasselblad následně vyplnila ještě několik zakázek pro armádu, ale strategicky dále mířila na spotřebitelské fotoaparáty.

### 1600F
První spotřebitelský fotoaparát si udržel nádech designu HK-7, kompaktní stavba a vyměnitelné objektivy, taktéž vyměnitelná zadní strana. Prototypování se zúčastnil i Sixten Saxon, švédský produktový designer. Rozhodnutí využít modulární skladbu s vyměnitelnými součástmi se prokázala jako revoluční a Hasselblad se svým, oproti konkurenci lehčím a světelnějším modelem dominoval technické prostředí spotřebitelských fotoaparátů po dalších 10 let. Díky využití Fresnelovy čočky ve hledáčku se podařilo dosáhnout světlejšího výhledu. Nejvyšší rychlost závěrky dosahovala 1/1600 sekundy. Produkce trvala mezi lety 1948 a 1952.
Tento model měl svoje nevýhody, hlavně v oblasti odolnosti. Funkční součástky byly sestaveny skupinou hodinářů a nebyly připraveny na zátěž, kterou musí fotoaparát vydržet. Všechny tyto nedostatky Hasselblad adresoval vydáním nové, rafinovanější verze, 1000F.

### Řada 500
Zlomový bod nastal s vydáním modelu 500C s centrální závěrkou a objektivy Carl Zeiss. Tento model dosáhl do té doby nejvyšších prodejů a mezi lety 1957 a 1970 se prodalo odhadem 76 700 kusů. Hasselblad 500C se stal kultovní legendou. Nejen, že na něj bylo pořízeno mnoho kulturně významných portrétů, od Jimiho Hendrixe, Beatles a Rolling Stones po Audrey Hepburn, ale také se stal prvním fotoaparátem, který důkladně zdokumentoval vesmír, americký astronaut Walter Schirra s ním vycestoval na raketě Mercury v roce 1967.
Na model 500C navázal v roce 1970 model 500C/M s novou vyměnitelnou matnicí, s prismatickým hledáčkem a vestavěným expozimetrem. Dále se s modelem 503CX přidal vestavěný systém na ovládání blesku (OTF). Poslední verze z řady 500 vyšla v roce 2006, na pomyslné 100. narozeniny Victora Hasselblada. Jednalo se o model 503CWD s digitálními CFV zády.

### XPan
Kolaborace s firmou Fujifilm přinesla velmi speciální a originální výsledek. Fotoaparát XPan dokázal přepínat z klasického 35mm formátu (24x36mm) na plné panorama (24x65mm) bez potřeby výměny filmu.

### X1D
První digitální středoformátová bezzrcadlovka na světě byla zároveň prvním počinem firmy Hasselblad v prostředí digitálních fotoaparátů.

### Flextight
Hasselblad ve svojí nabídce disponoval dvěma profesionálními skenery. Levnější verzí Flextight X1 a dražší Flextight X5.
Podle technických parametrů X5 disponuje s rozlišením 8000ppi, oproti 6300ppi u X1, obě tyto hodnoty však přesahují limit rozlišení u 35mm filmu u kterého je maximum dosažitelné pro oba skenery. Co se týče kompatibility nabízených rozměrů, jsou oba skenery totožné. Velký rozdíl ale lze pozorovat u rychlosti, zatímco X1 skenuje v rychlosti 60 MB za minutu, model X5 ho předčí s rychlostí 300 MB za minutu.
Modely Flextight ve své době patřily k absolutně nejlepším v oboru, podle technických specifikací pro ně neexistovala konkurence. Cena verze X5 se pohybovala kolem 25 000 dolarů, X1 vyšla o cca 7 000 levněji.

## Akvizice
V roce 2003 byla většina firmy Hasselblad odkoupena skupinou Shriro Group, která ve většině Asie fungovala jako její distributor déle než 45 let. Následně Shriro Group provedla akvizici výrobce industriálních skenerů a digitálních senzorů Imacon (Flextight).
V roce 2011 odkoupila Hasselblad německá investiční fimra Ventizz. V roce 2017 většinový podíl získal čínský výrobce dronů DJI.